# Mette Gjerskov
Mette Gjerskov (ur. 28 lipca 1966 w Gundsømagle w gminie Roskilde, zm. 12 czerwca 2023) – duńska polityk, parlamentarzystka, w latach 2011–2013 minister rolnictwa.

## Życiorys
Kształciła się w Amtsgymnasiet i Roskilde, następnie w zakresie matematyki, fizyki i chemii w centrum edukacji dorosłych VUC Ballerup. W 1993 ukończyła nauki rolnicze na uczelni rolniczej Den Kongelige Veterinær- og Landbohøjskole. Od 1995 pracowała jako urzędniczka w ministerstwie ds. żywności. Później zatrudniona w agencji zajmującej się sprawami konsumentów i w centrum wolontariackim. Długoletnia działaczka Duńskiego Czerwonego Krzyża, m.in. w latach 1999–2004 pełniła funkcję wiceprzewodniczącej tej organizacji.
Zaangażowała się w działalność polityczną w ramach Socialdemokraterne. Z ramienia socjaldemokratów w 2005 po raz pierwszy uzyskała mandat posłanki do Folketingetu, z powodzeniem ubiegała się o reelekcję w kolejnych wyborach w 2007, 2011, 2015, 2019 i 2022.
W październiku 2011 objęła urząd ministra ds. żywności, rolnictwa i rybołówstwa w pierwszym rządzie Helle Thorning-Schmidt. Została odwołana w czasie rekonstrukcji gabinetu w sierpniu 2013.